# Адміністративне правопорушення
Адміністративне правопорушення (проступок)  — протиправна, винна (умисна або необережна) дія чи бездіяльність, яка посягає на державний або громадський порядок, власність, права і свободи громадян, на встановлений порядок управління і за яку законодавством передбачено адміністративну відповідальність.
Адміністративним деліктом визнається протиправна, винна (умисна або необережна) дія чи бездіяльність, яка скоєна особою, наділеною владними повноваженнями (державним службовцем), унаслідок якої було заподіяно майнову або моральну шкоду особі (фізичній, юридичній) або суспільству. Особливістю профілактики та попередження вчинення адміністративних деліктів у громадянському суспільстві є публічність органів державної влади, яка виражається, перш за все, у доступності для населення інформації щодо діяльності органів державної влади, а також можливості для громадян і громадських організацій впливати на їх діяльність. Адміністративна деліктологія – науковий напрям, навчальна дисципліна, практична діяльність, яка за своєю суттю є складовою адміністративного права.
Адміністративний делікт – особливий вид деліктів (правопорушень). За ступенем суспільної небезпеки адміністративні делікти поділялися на адміністративні злочини та адміністративні проступки. Суб’єктом учинення адміністративного делікту може бути тільки особа (публічна, державний службовець тощо), наділена владними повноваженнями. Адміністративний делікт – суспільне явище і, таким чином, – особливий вид публічного делікту.
Адміністративні проступки – це група публічних проступків у сфері управління. Суб’єктом таких правопорушень може бути тільки особа, наділена владними повноваженнями. Відповідальність посадових осіб за адміністративні проступки має регулювати Адміністративний кодекс України.     

## Адміністративні проступки за Кодексом України про адміністративні правопорушення
Ст. 14. Відповідальність посадових осіб.
Ст. 164-12. Порушення бюджетного законодавства.
Ст. 164-14. Порушення законодавства про здійснення закупівлі товарів, робіт і послуг за державні кошти.
Ст. 166-12. Дискримінація підприємців органами влади і управління.
Ст. 166-11. Порушення законодавства про державну реєстрацію юридичних осіб та фізичних осіб – підприємців.
Глава 13-А. Адміністративні корупційні правопорушення.
Стаття 172-2. Порушення обмежень щодо використання службового становища
Стаття 172-3. Пропозиція або надання неправомірної вигоди
Стаття 172-4. Порушення обмежень щодо сумісництва та суміщення з іншими видами діяльності
Стаття 172-5. Порушення встановлених законом обмежень щодо одержання дарунка (пожертви)
Стаття 172-6. Порушення вимог фінансового контролю
Стаття 172-7. Порушення вимог щодо повідомлення про конфлікт інтересів
Стаття 172-8. Незаконне використання інформації, що стала відома особі у зв’язку з виконанням службових повноважень
Стаття 172-9. Невжиття заходів щодо протидії корупції
Глава 15. Адміністративні правопорушення, що посягають на встановлений порядок управління
Ст. 184-1. Неправомірне використання державного майна
184-2 Порушення порядку або строків подання інформації про дітей-сиріт і дітей, які  залишилися без опіки (піклування) батьків
185-2 Створення умов для організації і проведення з порушенням установленого порядку зборів, мітингів, вуличних походів або демонстрацій
185-5 Перешкодження явці до суду народного засідателя
185-6 Невжиття заходів щодо окремої ухвали суду чи окремої постанови судді, подання органу дізнання, слідчого або протесту, припису чи подання прокурора
185-8 Ухилення від виконання законних вимог прокурора
185-11 Розголошення відомостей про заходи безпеки щодо особи, взятої під захист
212-2 Порушення законодавства про державну таємницю
212-3 Порушення права на інформацію
212-4 Порушення законодавства в галузі державного експортного контролю
212-5 Порушення порядку обліку, зберігання і використання документів та інших носіїв інформації, які містять конфіденційну інформацію, що є власністю держави
Глава 15-А. Адміністративні правопорушення, що посягають на здійснення народного волевиявлення та встановлений порядок його забезпечення..
212-7. Порушення порядку ведення Державного реєстру виборців, порядку подання відомостей про виборців до органів Державного реєстру виборців, виборчих комісій, порядку складання та подання списків виборців, списків громадян України, які мають право брати участь у референдумі, та використання таких списків
212-8 Порушення права громадянина на ознайомлення з відомостями Державного реєстру виборців, зі списком виборців, списком громадян, які мають право брати участь у референдумі
212-11 Ненадання можливості оприлюднити відповідь щодо інформації, поширеної стосовно суб’єкта виборчого процесу
212-20 Порушення порядку опублікування документів, пов’язаних з підготовкою і проведенням  виборів, референдуму.